# Storena redimita
Storena redimita là một loài nhện trong họ Zodariidae.
Loài này thuộc chi Storena. Storena redimita được Eugène Simon miêu tả năm 1905.